# Abdul Rahim Hatef
Abdul Rahim Hatef (persisch عبدالرحيم هاتف, DMG ʿAbdurraḥīm Hātef; * 7. Juli 1925 in Kandahar; † 19. August 2013) war ein afghanischer Politiker.
Hatef diente unter Präsident Mohammed Nadschibullah als Vizepräsident der Demokratischen Republik Afghanistan. Er war parteiloser und stand dem DVPA-Regime teilweise kritisch gegenüber, unterstützte es jedoch. Zwei Wochen vor der Eroberung Kabuls durch die Mudschahedin wurde er infolge des Rücktritts Nadschibullahs am 18. April 1992 kommissarischer Präsident Afghanistans. Am 28. April eroberten die Mudschahedin Kabul, stürzten die Regierung und riefen den Islamischen Staat Afghanistan aus. Neuer Präsident wurde Sibghatullah Modschaddedi. Kurz darauf gelang Hatef die Flucht in die Niederlande, wo er bis zu seinem Tod 2013 lebte.